# Inger Berggren

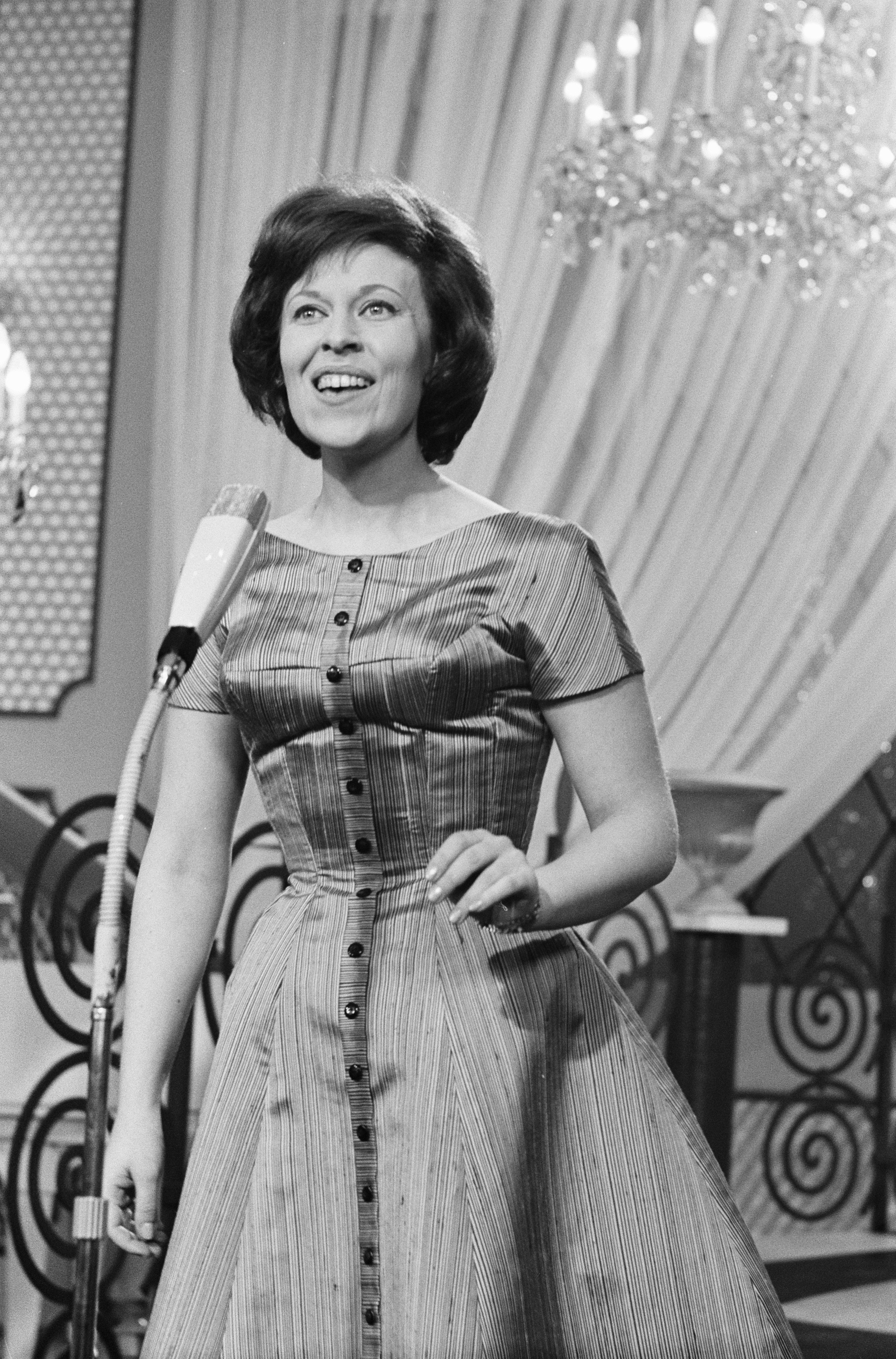
Inger Berggren (1962)

Inger Margareta Berggren (* 23. Februar 1934 in Stockholm; † 19. Juli 2019 ebenda) war eine schwedische Schlagersängerin. Sie war in den 1950er bis 1970er Jahren aktiv.

## Leben
Berggren war Sängerin der Orchester von Thore Swanerud und Åke Jelving. 1960 trat sie das erste Mal beim Melodifestivalen mit dem Titel Alla andra fär varann an. Dabei wurde das Stück auch von Östen Warnerbring interpretiert. Dessen Version wurde bevorzugt und er gewann den Vorentescheid. Er durfte dennoch nicht beim Grand Prix d’Eurovision de la Chanson antreten. Statt ihm wurde Siw Malmkvist mit dem Titel ins Rennen geschickt.
Als Gewinnerin des Melodifestivalen 1962 durfte sie schließlich 1962 für Schweden beim Grand Prix Eurovision de la Chanson in Luxemburg antreten. Mit dem Schlager Sol och vår („Sonne und Frühling“) erreichte sie den siebten Platz. Das Lied wurde in Schweden sehr populär und häufig im Radio gespielt. Weitere populäre Songs waren Elisabeth Serenade (1962) und Twist Till Menuett (1963).
Einige Singles von ihr waren schwedische Versionen amerikanischer Rock-’n’-Roll-Hits. Ihre Hauptzeit waren die 1960er Jahre. Sie trat unter anderem mit den Orchestern von Thore Ehrling und Simon Brehm auf. 1979 erschien mit En Helt Vanlig Kvinna noch einmal ein Album von ihr.
Inger Berggren starb am 19. Juli 2019 im Alter von 85 Jahren.

## Privatleben
Ihre Tochter Gunilla Röör arbeitet als Schauspielerin.

## Diskografie

### Alben
- 1965: Jag Sjunger Mina Visor … (His Master’s Voice)
- 1979: En Helt Vanlig Kvinna (A Natural Woman) (GM-Production AB)

### Kompilationen
- 1962: Inger Berggren (Knäppupp)
- 1970: Inger Berggren (Sonet/Grand Prix)

### EPs
- 1960: Bara Mamma Vill Inte Förstå (Knäppupp)
- 1960: So wie damals Baby (Disques Vogue)
- 1960: Concert D’Amour (Knäppupp)
- 1962: Sol Och Vår (His Master’s Voice)
- 1963: Till Vem, Till Vad (His Master’s Voice)
- 1963: Twist Till Menuett (His Master’s Voice)
- 1963: Sju Gånger Kär (His Master’s Voice)

### Singles
- 1952: Flickan I Hagen / Den Allra Sista Dansen
- 1952: Nära / Telefondrömmar
- 1953: Du Tillhör Mig / Zing En Liten Zong
- 1954: Säj Att Du Menar Mej / Ge Mej Åter En Glimt Av Solen
- 1957: Kärlek, Nål Och Tråd
- 1957: Tammy
- 1958: 6-5 Hand Jive
- 1958: Åsnesången
- 1958: Kärlek I April
- 1959: Sjung Med Oss Inger!
- 1959: Goodbye, Jimmy, Goodbye
- 1959: Non Dimenticar
- 1959: Raggare!
- 1959: Basta 'Ammore
- 1959: Chicago
- 1960: Alla Andra Får Varann / Underbar Så Underbar
- 1960: Jag Vet Ett Litet Hotell
- 1960: Jailhouse Rock (mit dem Orchester Lutz Albrecht)
- 1960: Tom Pillibi
- 1960: Concert D’Amour
- 1960: I Love Baby / So Wie Damals Baby
- 1961: Så Länge Skutan Kan Gå / Exodus
- 1962: Sol Och Vår
- 1962: Du Svek Mej!/ Mamma, Vad Det Är Kul Med Twist
- 1963: Det Ordnar Sej Alltid / När Man Är Ung
- 1963: Twist Till Menuett / Anabelle
- 1963: Donna Maria/Elisabeth Serenade
- 1964: I’ll Find You Again / Diggedle Boeing
- 1965: Kärleksvals
- 1967: Livet är härligt
- 1967: Vem Frågar Vinden
- 1968: Säg Att Du Älskar Mig
- 1969: Käraste Min Älskling
- 1969: Tänk, Tänk Vilken Dag ... (mit Hasse Edler)
- 1970: En sång och en saga
- 1978: Min Stund På Jorden / När Vi Vet Hur Man Gör